# Westmere
Westmere – jednostka osadnicza w Stanach Zjednoczonych, w stanie Nowy Jork, w hrabstwie Albany.